# Radošovce (okres Trnava)
Radošovce is een Slowaakse gemeente in de regio Trnava, en maakt deel uit van het district Trnava.
Radošovce telt 1.875 inwoners.